# Gerra del «cicle de la vida»
La gerra del «cicle de la vida» és una peça, datada del segle i aC que forma part dels fons del Museu d'història de València, on es pot contemplar com a part de la seva exposició permanent.
La peça va ser trobada en unes excavacions arqueològiques (dirigides per l'arqueòloga María Luisa Serrano Marcos i coordinades per Alberto Ribera Lacomba, del Servei de Recerca d'Arqueologia Municipal de València) realitzades a la plaça Cisneros de la ciutat de València.
Es tracta d'una tenalla de gran grandària (les seves dimensions són: altura de 400 mil·límetres, diàmetre boca de 230 mil·límetres, diàmetre base de 132 mil·límetres) i forma bitroncocònica, que respondria al subtip 2.2 establert per Consol Mata i Parreño i Helena Bonet Rosado.
La base presenta lleugera solera, el cos és ovoide i el diàmetre màxim (de 370 mil·límetres) apareix en la meitat superior del cos. Presenta dos nanses geminades que parteixen des de la part inferior del coll fins a la meitat superior de la panxa. La boca presenta una vora amb llavi exvasat i amb motllura. El material empleat per a la seva realització és una ceràmica fina i depurada de color marró clar-gris-marró clar.
La decoració, que és de color vermell vinoso, és excepcional i inèdita en les produccions ibèriques. En els dibuixos, que estan en bandes i filets en la vora, coll i panxa, es mostra una escena amb animals fantàstics que potser descriu un esdeveniment històric viscut a València. En la part inferior apareix una sanefa decorada a pinzell pinta de 1/4 de cercles concèntrics. En la part superior del cos es representa un fris amb mètopa emmarcat per les anses, utilitzant, com a separació de l'espai decoratiu, una banda vertical en SSS i una altra mètopa amb rombes enllaçats entre les quals es desenvolupen les dues escenes que conformenl'ornamentació principal del got.
En una de les bandes decoratives apareix una Quimera central al costat d'altres dues figures de menor grandària, portant fletxa, llança i escut. Completant l'escena apareix representat un animal jove, possiblement una daina.
En el segon quadre decoratiu apareix un cavall amb les potes davanteres avançades i les crineres a l'aire, en clara actitud de fugida. Després d'aquesta figura es troba un llop en posició d'atac a la figura anterior. Entre aquests dos animals apareix un gall corrent. Els espais buits entre figures es completen amb elements de farcit; espirals, ovas i losanges encadenats.